# Dorfkirche Christinendorf

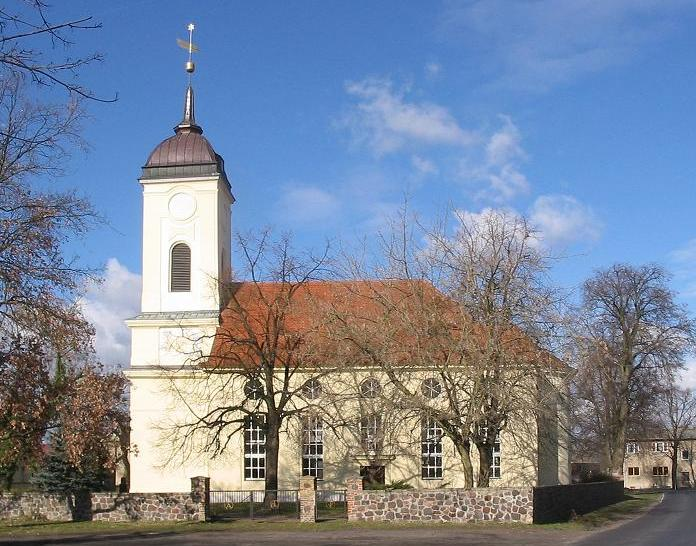
Dorfkirche Christinendorf

Die evangelische Dorfkirche Christinendorf ist eine Saalkirche aus dem Jahr 1754 in Christinendorf, einem Ortsteil der Stadt Trebbin im Landkreis Teltow-Fläming in Brandenburg. Sie gehört zum Evangelischen Kirchenkreis Zossen-Fläming.

## Geschichte
Im 14. Jahrhundert entstand nach Angaben der Stadt Trebbin in Christinendorf eine Wehrkirche, von der jedoch keine Überreste mehr vorhanden sind. Aus dem Jahr 1540 ist überliefert, dass mit Johann Frank der erste Pfarrer nach der Reformation in der Gemeinde wirkte, mithin zu dieser Zeit ein Bauwerk vorhanden gewesen sein muss. 1754 errichtete die Kirchengemeinde den im 21. Jahrhundert vorhandenen Sakralbau mit barocken Formen. 1877 baute Wilhelm Remler aus Berlin eine Orgel ein. In den 1950er Jahren ließ die Kirchengemeinde das zweite Geschoss der Hufeisenempore abbauen und verkürzte die verbliebene Empore auf der Nordseite. Der Kanzelkorb wurde an die nördliche Seite der Chorwand versetzt, so dass der Altar seit dieser Zeit in der Apsis vor einem Buntglasfenster steht. Von 2000 bis 2005 wurde die Kirche saniert und insbesondere der zuvor schiefe Kirchturm gerichtet. Zur Kirche gehört das 1928 eingeweihte denkmalgeschützte Pfarrhaus.

## Architektur

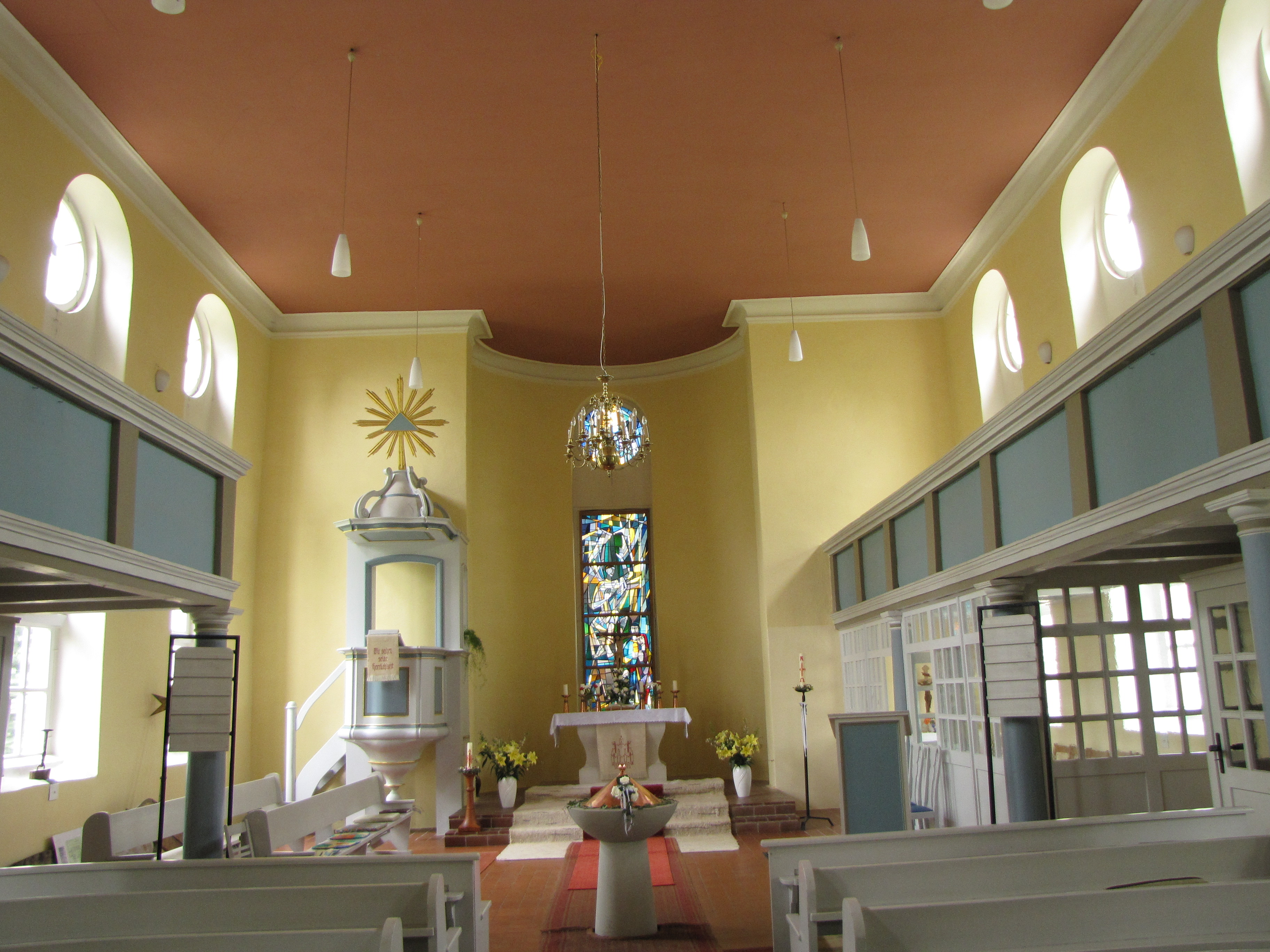
Innenraum, Blick nach Osten

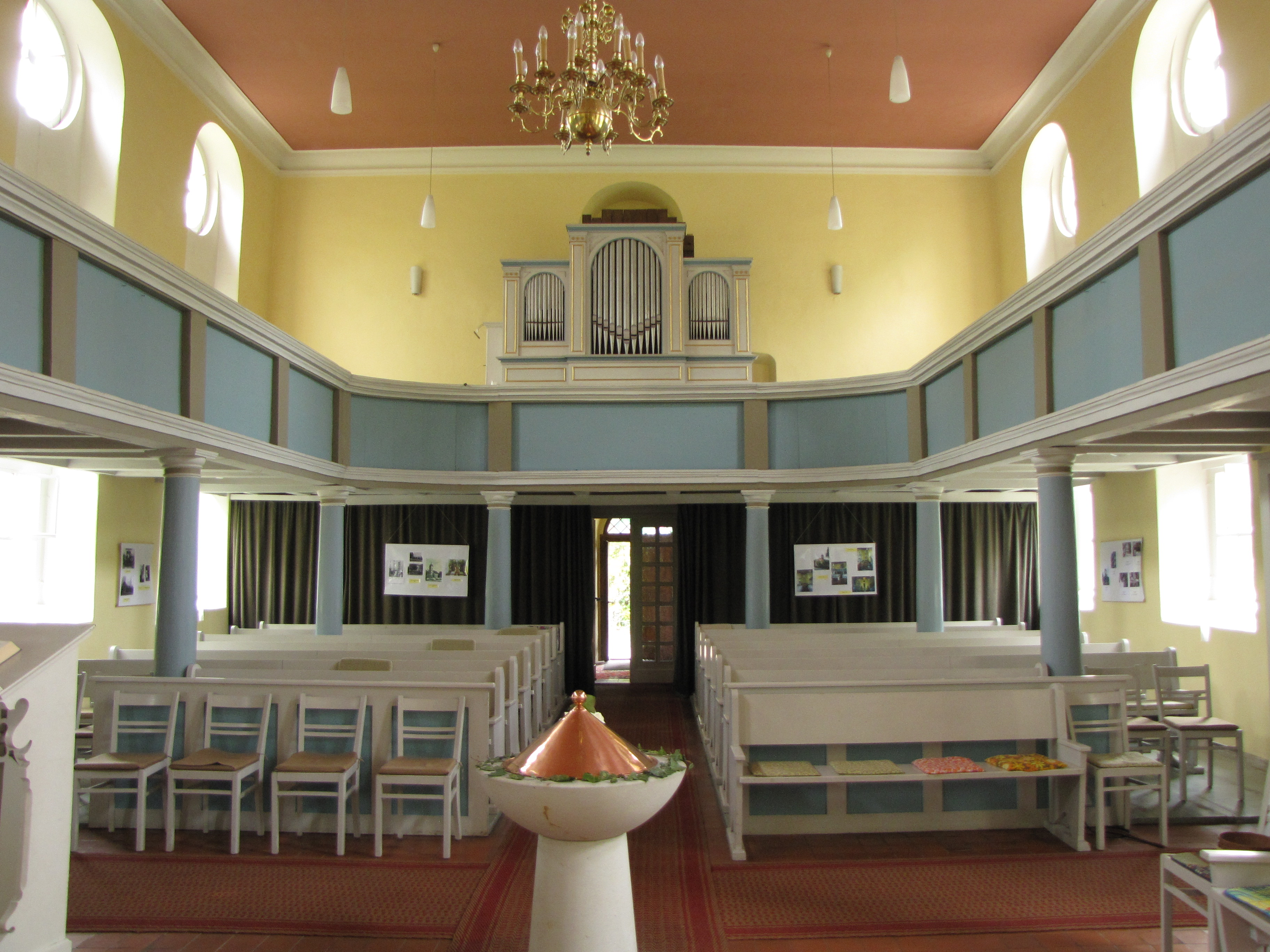
Innenraum, Blick nach Westen

Die Kirche ist mit einem hellen Putz versehen. An der Nord- und Südseite des Kirchenschiffs befindet sich mittig je ein rechteckiges Portal mit einem darüber liegenden, rechteckigen Sprossenfenster. Dessen Form wird in je zwei weiteren, hochrechteckigen Fenstern aufgenommen, die sich in West- und Ostrichtung gleichmäßig auf der Seitenwand verteilen. Diese fünf Fenster werden durch fünf kreisförmige, achssymmetrische Öffnungen ergänzt, die oberhalb der Fensterreihe zwischen der Traufe und einem zweifach gestuften, schlanken Gesims eingebaut wurden. Die Apsis ist kreisförmig und deutlich schlanker als die Breite des Kirchenschiffs. Auch dort finden sich ein rechteckiges mit einem darüber liegenden kreisförmigen Fenster. Diese Breite wird vom querrechteckigen Kirchturm aufgenommen, in dessen Erdgeschoss ein Portal mit zwei breiten Kämpfern eingelassen ist. Oberhalb findet sich eine weitere kreisförmige Öffnung sowie ein umlaufendes Gesims. In der Höhe des westlichen Dachgiebels des Kirchenschiffs ist im Turm ein kleines, rechteckiges Sprossenfenster eingelassen, dass von einem weiteren Gesims zum schlankeren Turmaufbau führt. Dieser ist mit einem weißen Putz versehen und an seinen Ecken mit hellgelb betonten, schlanken Lisenen gegliedert, die eine bienenkorbförmige Klangarkade umfassen. Dahinter befindet sich eine Glocke aus dem 15. Jahrhundert. Oberhalb der Öffnung ist ein weiß verputzter Kreis zu erkennen, hinter dem sich eine Turmuhr befunden haben könnte. Der Kirchturm schließt mit einer geschweiften, kupfergedeckten Haube sowie einem Knopf mit Wetterfahne und Stern ab. Das Satteldach ist zur Apsis hin abgewalmt.

## Ausstattung
Die Kirche ist im Innenraum flach gedeckt und mit einem orange-bräunlichen Farbton gestrichen. Die Wände nehmen die hellgelbe Farbe der Fassade auf. Die hölzerne Empore ist in einem hellen Ton gehalten; die Kassetten grau hervorgehoben. Sie ruht auf toskanischen Säulen. Diese Farbgestaltung findet sich im barocken Kanzelaltar wieder, dessen Kanzelkorb sowie der Schalldeckel auf das späte 15. Jahrhundert datiert werden konnten. Auf der Hufeisenempore steht eine Orgel von Wilhelm Remler.